# FRIDAY Cruisin' Map!!
『FRIDAY Cruisin' Map!!』（フライデー クルージンマップ）は、FM802で毎週金曜日に放送されているラジオ番組。

## 概要
2018年4月6日放送開始の番組。改編前まで同時間に放送されていた『Ciao! MUSICA』から引き継いで、洋・邦楽等の音楽をはじめ、最新のサッカー情報や映画の情報等、週末土日の休みに向けた情報を紹介する。DJは飯室大吾。
X（旧Twitter）の番組公式ハッシュタグは「MAP802」。
2024年1月から2025年3月まではFM802開局35周年記念番組『YOUR RADIO 802』が17:00 - 18:00に放送されたことに伴い、放送時間が12:00 - 17:00に短縮して放送された。

## 放送時間
- 金曜日 12:00 - 18:00[注釈 1]（2018年4月6日 - 2023年12月29日・2025年4月4日 - ）

原則祝日に当たる日は「FM802 HOLIDAY SPECIAL」を放送するため、放送時間の短縮または休止される。

### 過去の放送時間
- 金曜日 12:00 - 17:00（2024年1月5日 - 2025年3月28日）

## DJ
- 飯室大吾
  - 2022年7月22日は飯室が体調不良の為、加藤真樹子が代演した[注釈 2]。

## 出演
- 西川大介

「ヤンマー FRIDAY FOOTBALL STADIUM」のコーナーに出演。

### 過去の出演
- キュウソネコカミ（2020年4月 - 2020年12月）

「キュウソネコカミ 月一報告会」のコーナーに毎月末に出演。

## コーナー
☆印は前番組から引き継いだコーナー。

### 現在のコーナー
2025年5月現在。
- 12:00 オープニング
- 12:15 ランチタイムリクエスト

昼食時にリスナーが食事したものと共にリクエスト曲を流す。
- 13:00 -13:20 ホームズ  Art Meets Art

毎週アートにまつわるアレコレを話す。ホームズ提供。
- 14:00 ツボ押しまたはストレッチのコーナー

14時の時報後に身体にあるツボの紹介または座って出来るストレッチを行う。
- 14:05 - 14:30 映画紹介 ☆

劇場公開される最新の映画の魅力を紹介する。映画に出演した俳優や監督、原作者とのインタビューした様子を放送することがある。
- 14:30 - 14:45 ヤンマー FRIDAY FOOTBALL STADIUM ☆

ヤンマー提供。スタジアムDJである西川大介が最新サッカー情報を届ける。
前番組でも当コーナーはM2 PLAMTが提供となっていて当番組でも引き続き提供となっていたが、2024年1月からヤンマーが追加されて2社提供となり、その後2024年11月をもってM2 PANTが提供を終了となり、2024年12月からはヤンマーの一社提供となった。
- ヤンマー Sports Information

ヤンマー FRIDAY FOOTBALL STADIUM内のコーナー。ヤンマーが取り組んでいるスポーツについての情報をお届けする。このコーナーではサッカー以外のスポーツも紹介される。
- 15:00 飯室部活動

園芸部、スイーツ部、筋肉部などリスナーに飯室部活動に参加してもらい、X（旧Twitter）のハッシュタグを使用して投稿された活動報告を紹介する。また、飯室もXで下記の通り活動報告を投稿している。2024年9月からは飯室スイーツ部としてゲスト出演したアーティストが食したスイーツも同時間帯に合わせて紹介する。
- 飯室コンビニスイーツ探訪記

飯室スイーツ部として飯室が食したコンビニスイーツを絵日記に付けて紹介する。
- 飯室園芸部

飯室が栽培している野菜や植物の写真を投稿している。
- 飯室ランニング部

主に大阪マラソンの開催前に紹介。飯室がランニングした様子を紹介する。
- 飯室読書感想部

飯室がおすすめする書籍の紹介と読書した感想をお届けする。飯室部活動の一部であるが、不定期で単独コーナーとして行われることがある。
- 飯室ドラマーへの道

飯室ドラム部としての活動報告。飯室がドラム練習している様子を動画投稿している。
- 15:45 Funky Snow Paradise ☆

冬季のみ放送。ウィンタースポーツの話題や京阪神から近いゲレンデの積雪情報などを届ける。
- 17:30 ダンスミュージック紹介

夕方のラストスパートとして飯室がオススメのアップテンポなダンスミュージックを2曲紹介する。

### 過去のコーナー
- 13:20 - 13:40 飯室散歩

毎月飯室が散歩したスポットを紹介する。
- 13:20 - 13:40 OSAKA AUTO MESSE SOUND CUSTOMIZE

大阪オートメッセ提供。ドライビングミュージックと共に大阪オートメッセの魅力をお届けする。
- 13:20 - 13:40 みるく饅頭月化粧 Sweet×Smile

みるく饅頭月化粧提供。月化粧のような甘いラブソングをリスナーから募集し、その理由やエピソードを紹介する。
- 13:00 - 13:18 "MUSIC ＆ RELAX" Chillin' Vibes

毎年10月に開催される野外イベント「Chillin' Vibes」に出演するアーティストのメッセージと、イベントの情報を紹介する。
- 13:00 - 13:20 南海電鉄 GO AROUND

南海電気鉄道提供。加太さかな線の「めでたいでんしゃ」に乗って沿線のスポットを紹介する。また、Xのハッシュタグを使用して投稿されたリスナーの沿線情報も合わせて紹介する。番組公式サイトには飯室が実際に訪れた様子が写真付きで紹介された。
- 13:00 - 13:20 銀粒仁丹 Feel So Good!!

毎週コメントゲストを迎えて、「Feel So Good!!」なモノ・コトを紹介する。銀粒仁丹提供。
- 15:00 飯室菜園日記

飯室が家庭菜園で栽培している野菜等を手書きの絵日記方式で紹介する。絵日記は番組公式ページにも掲載された。
このコーナーでの活動報告が前述の飯室部活動の飯室園芸部へとつながる。
- 15:20 - 15:40 無印良品グランフロント大阪 LIFE PARK DAYS

無印良品グランフロント大阪提供。この夏を快適に過ごすために工夫していることを募集し、紹介する。
また、無印良品グランフロント大阪にあるラジオブースで2024年8月12日に行われた公開収録の様子が放送された。
- 15:20 - 15:40 アサヒペン Colorful Days

飯室DIY部として、リスナーの実施しているDIYを紹介する。アサヒペン提供。
- 16:00 - 16:30 TOYOTA DRIVE IN JAPAN ☆

J-WAVEからのネット番組で、山口智充が担当。トヨタ自動車提供。
- 16:20 - 16:40 富良野ホップ炭酸水 Cheers!! with U

富良野ホップ炭酸水提供。年末に開催するイベント「RADIO CRAZY 2023」に出演するアーティストからのメッセージをお届けする。
- 16:20 - 16:40 The Cartier men：Elegance in Style Weekend Edition

カルティエ提供。「Weekend Edition」と名が付く通り、『on-air with TACTY IN THE MORNING』からコーナーを引き継いだコーナー。エレガントな楽曲と共にカルティエの魅力を紹介。また、阪急メンズ大阪で限定開催されたブティックで窪塚洋介を迎えて行ったトークイベントの様子を放送した。
- 16:20 - 16:40 心斎橋BIGSTEP MIX UP BOX

心斎橋ビッグステップ提供。2023年で30周年を迎える心斎橋ビッグステップの魅力を紹介する。
- 16:00 -16:20 CRAFT BEER STAND Feel So Good!!

キリンビール提供。グランフロント大阪うめきた広場にて開設している「CRAFT BEER STAND」の魅力を紹介する。
- 16:00 - 16:20 Mizkan Time to Chill

ミツカン提供。Xのハッシュタグ「#飯室〆鍋部」を付けたリスナーの鍋料理のシメを募集し、番組内で紹介する。
また、毎週ゲストを迎えてゆる鍋トークと題して鍋料理にまつわるトークを行う。
2024年12月はキュウソネコカミとのコラボレーションによるオリジナル鍋の作成の様子を紹介。作成したオリジナル鍋は「RADIO CRAZY 2024」で販売された。
- 17:00 キュウソネコカミ月一報告会

毎月末に行っていたコーナー。2020年でデビュー10周年を迎えたキュウソネコカミのメンバーとその月の目標や近況等をトークする。